# Ulica Nowogrodzka w Warszawie

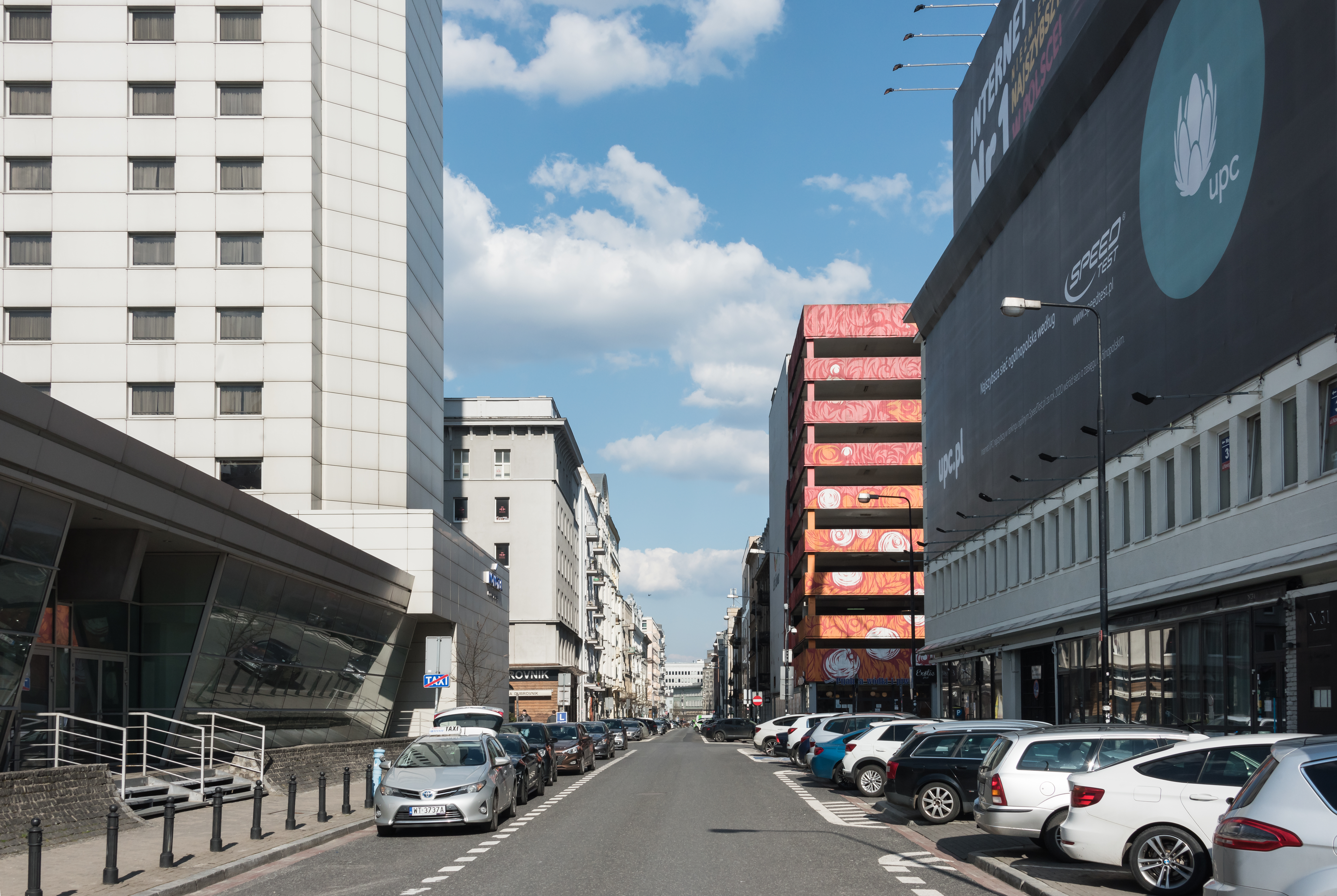
Ulica Nowogrodzka w rejonie ulicy Parkingowej (2021)

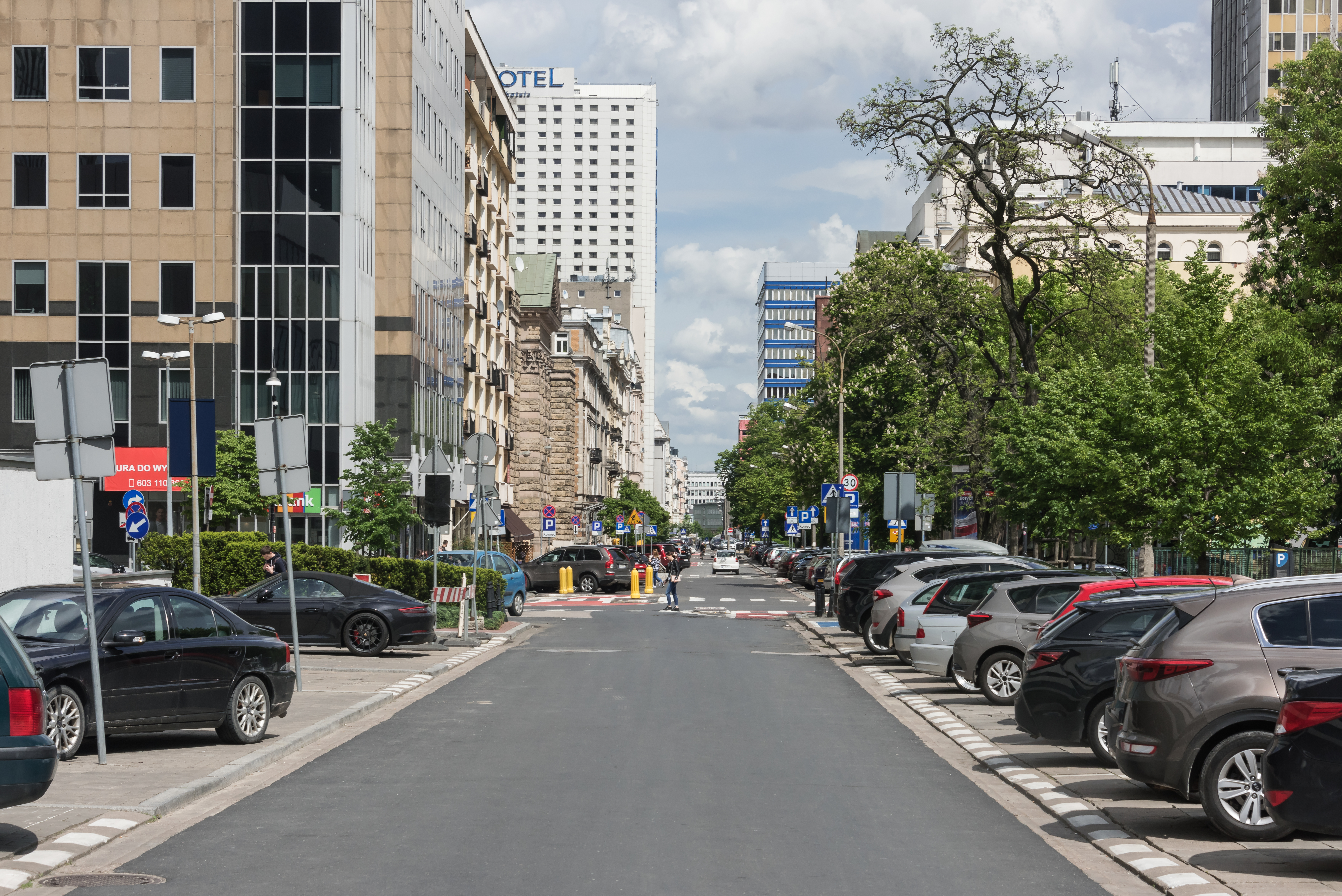
Ulica przy ulicy Emilii Plater (2021)

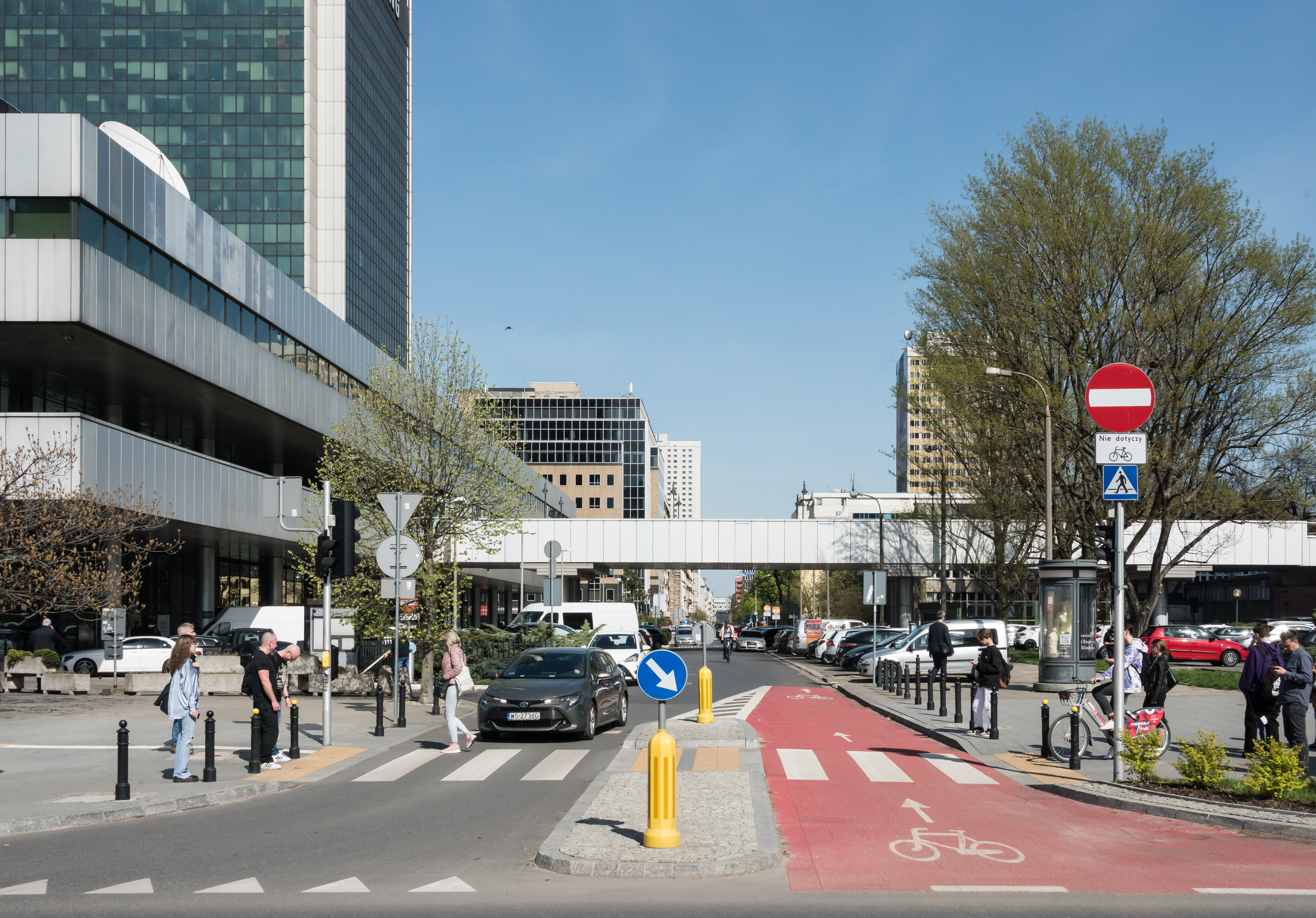
Ulica przy ulicy Chałubińskiego (2023)

Ulica Nowogrodzka – ulica w dzielnicach Śródmieście i Ochota w Warszawie.

## Historia
Jest jedną z najstarszych warszawskich dróg narolnych. Została wytyczona w drugiej połowie XVIII wieku na potrzeby utworzonej tam jurydyki Nowogrodzkiej, od której pochodzi nazwa ulicy, nadana w 1770 i zapisywana dawniej jako Nowo Grodzka. W tym samym roku na wysokości obecnej ul. Raszyńskiej ulica została przecięta okopami Lubomirskiego.
W 1781 na terenie należącym do misjonarzy z kościoła św. Krzyża założono cmentarz Świętokrzyski. W 1870 pomiędzy obecnymi ulicami Emilii Plater i Chałubińskiego otwarto Ogród Pomologiczny.
W drugiej połowie XIX wieku przy ulicy znajdowały się składy wełny należące do Banku Polskiego. W czerwcu na placach należących do Banku odbywały się targi wełny. W końcu XIX i na początku XX wieku ulica zabudowana została eklektycznymi i modernistycznymi kamienicami. W latach 1897−1901 na terenie dawnego folwarku świętokrzyskiego między ulicami: Nowogrodzką, Koszykową i obecnymi Lindleya (wtedy Żelazną), Oczki (Wspólną) i Chałubińskiego (Teodory) wzniesiono kompleks  Szpitala Dzieciątka Jezus, przeniesionego tam z placu Wareckiego.
W 1927 przy ulicy uruchomiono Elektryczną Kolej Dojazdową, której przystanek końcowy znajdował się między ulicami Poznańską i Marszałkowską.
W latach 1928–1933 na działce położonej między ulicami: Nowogrodzką, Poznańską i św. Barbary wzniesiono modernistyczny Gmach Urzędu Telekomunikacyjnego i Telegraficznego zaprojektowany przez Juliana Putermana-Sadłowskiego i Waldemara Radlowa (konstrukcja – Stefan Bryła). Był to pierwszy w Polsce budynek o stalowej konstrukcji szkieletowej.
W kamienicy pod nr 15 w czasie II wojny światowej mieściła się restauracja Bar Podlaski, lokal Nur für Deutsche. W 1943 stała się ona celem dwóch zamachów przeprowadzonych przez Gwardię Ludową.
W czasie powstania warszawskiego była silnie bombardowana, a odcinek pomiędzy Marszałkowską i Kruczą stanowił linię frontu do kapitulacji powstania. Znaczna część zabudowy została zniszczona. W październiku 1945 roku w katastrofie uszkodzonej w czasie wojny kamienicy zginęło 7 osób.
W 1957 roku zlikwidowano przystanek Warszawa Marszałkowska EKD, przenosząc przystanek końcowy na odcinek znajdujący się między ulicami Chałubińskiego i Emilii Plater (Warszawa Chałubińskiego WKD). W 1963 roku został on zlikwidowany, a linię kolejową przeniesiono do wykopu linii średnicowej. 
Ok. 1960 przy ul. Poznańskiej wzniesiono siedzibę Rady Narodowej Warszawa-Śródmieście (obecnie siedziba Urzędu Dzielnicy Śródmieście m.st. Warszawy).
W 2020 zbudowano przejazd dla rowerzystów i przejście dla pieszych w ciągu ulicy pod wiaduktem nad ul. Chałubińskiego.

## Ważniejsze obiekty
- Ministerstwo Rodziny, Pracy i Polityki Społecznej (nr 1/3/5)
- Dom handlowy Vitkac
- Ambasada Australii (nr 11)
- Instytut Cervantesa (nr 22)
- Hotel Novotel Warszawa Centrum
- Pawilon Cepelii
- Hotel Metropol
- Siedziba Urzędu Dzielnicy Śródmieście m.st. Warszawy (nr 43)
- Gmach Urzędu Telekomunikacyjnego i Telegraficznego (nr 45)
- Budynek Centrum Systemów Telekomunikacyjnych (nr 47)
- Biuro Rzecznika Finansowego (nr 47a)
- Narodowe Centrum Badań i Rozwoju (47a)
- Dom Akcji Katolickiej „Roma”, siedziba Teatru Muzycznego Roma (nr 49)
- Gmach Państwowego Banku Rolnego (nr 50)
- Parafia św. Barbary (nr 51)
- Centrum LIM i Hotel Marriott
- Biurowiec Chałubińskiego 8
- Obelisk przy ulicy Lindleya
- Szpital Kliniczny Dzieciątka Jezus
- Zespół Stacji Filtrów
- Osiedle Kombajn
- Siedziba Prawa i Sprawiedliwości (nr 84/86)
- Tablice Tchorka upamiętniające egzekucje ludności cywilnej podczas powstania warszawskiego (nr 45 i 78)[16]

## Obiekty nieistniejące
- Warszawa Marszałkowska EKD